# Emiliano Brancciari
Emiliano Germán Brancciari Amarillo (Munro, Provincia de Buenos Aires, 28 de octubre de 1977) conocido artísticamente como Emiliano Brancciari, es un cantante, compositor y músico argentino, quién desarrolló mayormente su carrera musical en Uruguay. Es líder y uno de los fundadores de la banda de rock No Te Va Gustar.

## Biografía
Emiliano Germán Brancciari Amarillo nació el 28 de octubre de 1977, en la ciudad de Munro, ubicada en la zona norte del Gran Buenos Aires (Argentina). Fue el segundo hijo del matrimonio conformado por Vilma Amarillo, de nacionalidad uruguaya, y Carlos Brancciari, de nacionalidad argentina. Tiene una hermana dos años mayor llamada Cynthia. Luego de la separación de sus padres, pasó la infancia en Boulogne y en la adolescencia se mudó a Montevideo, Uruguay, donde se radicó definitivamente. El fútbol fue una las primeras pasiones de su infancia. Sus abuelos lo llevaban a jugar al club Olivos, y a su llegada a Montevideo, como forma de adaptación, su madre lo llevaba a Basáñez, donde jugó hasta el momento en el que tuvo que optar por el fútbol o por la música. Mientras que su interés por la música comenzó a los siete años, cuando le pidió a su madre que le enseñara a tocar la guitarra.
En Montevideo, además de estudiar, formó la banda No Te Va Gustar, donde interpreta como cantante. Dado el éxito de la banda, ha realizado numerosas giras por todo el mundo.

## No Te Va Gustar

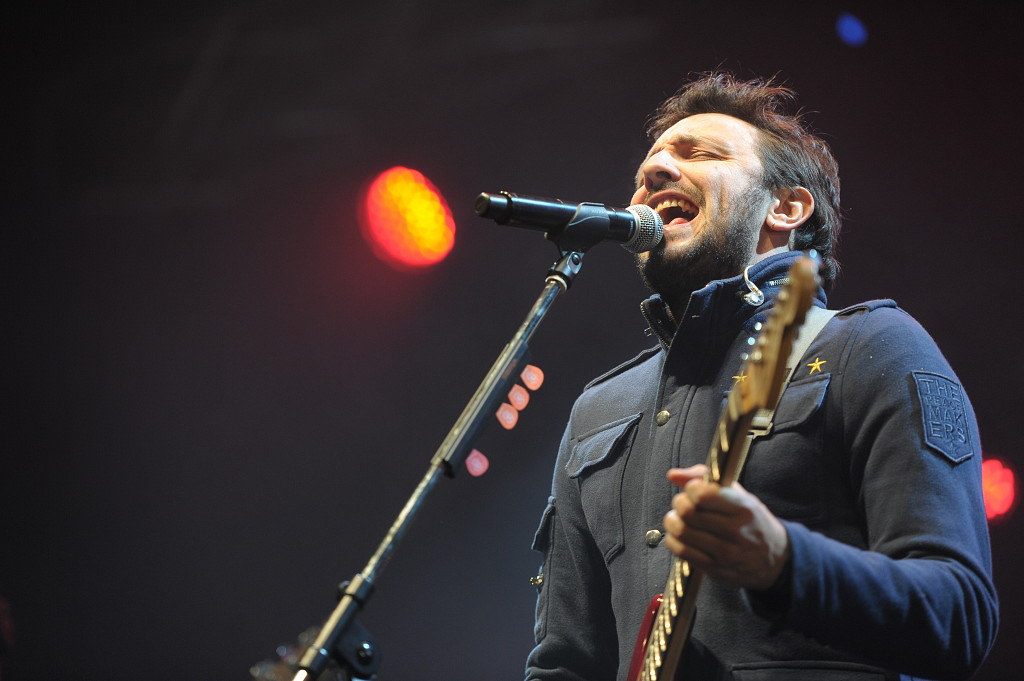
Emiliano en concierto, 2014

Asistió al Liceo n.º 10 del barrio Malvín de Montevideo (ubicado en la calle Mataojo 1862, esquina Av. Italia), donde conoció a Pablo Abdala y Mateo Moreno. Juntos comenzaron a tocar como un trío clásico de rock. El 25 de junio de 1994 se organizó en ese centro educativo un festival de bandas donde No Te Va Gustar tocó por primera vez. Con el correr del tiempo fueron sumando miembros y mezclando ritmos, como el reggae, el ska, el candombe y la murga. Llenan estadios tanto en Uruguay como en Argentina. Llevan grabados diez discos de estudio y cuatro en vivo, además de un documental.

## Discografía
Solista
● 2025: La sombra en la luz
- 2022: Cada segundo dura una eternidad